# Plagwitzer Brücke
Die Plagwitzer Brücke in Leipzig ist eine Straßenbrücke über die Weiße Elster und stellt eine wichtige Verbindung der zentralen mit den westlichen Teilen der Stadt dar.

## Lage und Beschreibung
An der Plagwitzer Brücke geht die von Osten kommende Käthe-Kollwitz-Straße (bis 1933 Plagwitzer Straße), nachdem sie 150 Meter zuvor die Klinger-Brücke passiert hat, in die Karl-Heine-Straße über. An der Westseite der Brücke verläuft mit dem Westufer der Elster die alte Flurgrenze zwischen Leipzig und Plagwitz. Seit der administrativen Gliederung der Stadt von 1992 treffen sich auf der Brückenmitte die Grenzen der Ortsteile Lindenau (Nord), Schleußig (Ost) und Plagwitz (West). Flussseitig liegt die Plagwitzer Brücke zwischen der Könneritzbrücke im Süden und der Klingerhainbrücke im Norden.
Die Plagwitzer Brücke ist ein Einfeldbauwerk, also ohne Pfeiler im Fluss. Die Brücke besteht aus geschweißten Stahlprofilen mit einer Fahrbahnplatte und ruht auf Widerlagern aus Stahlbeton. Mit einer lichten Höhe von 1,90 m erfüllt sie die Forderungen des wassertouristischen Nutzungskonzepts für die Leipziger Fließgewässer. Die Breite der Brücke von 22 Metern teilen sich drei Fahrspuren, eine als Abbiegespur, zwei Rad- und zwei Fußwege. Die beiden unsymmetrisch auf den Fahrspuren liegenden Gleise nutzt die Straßenbahnlinie 14.

## Geschichte

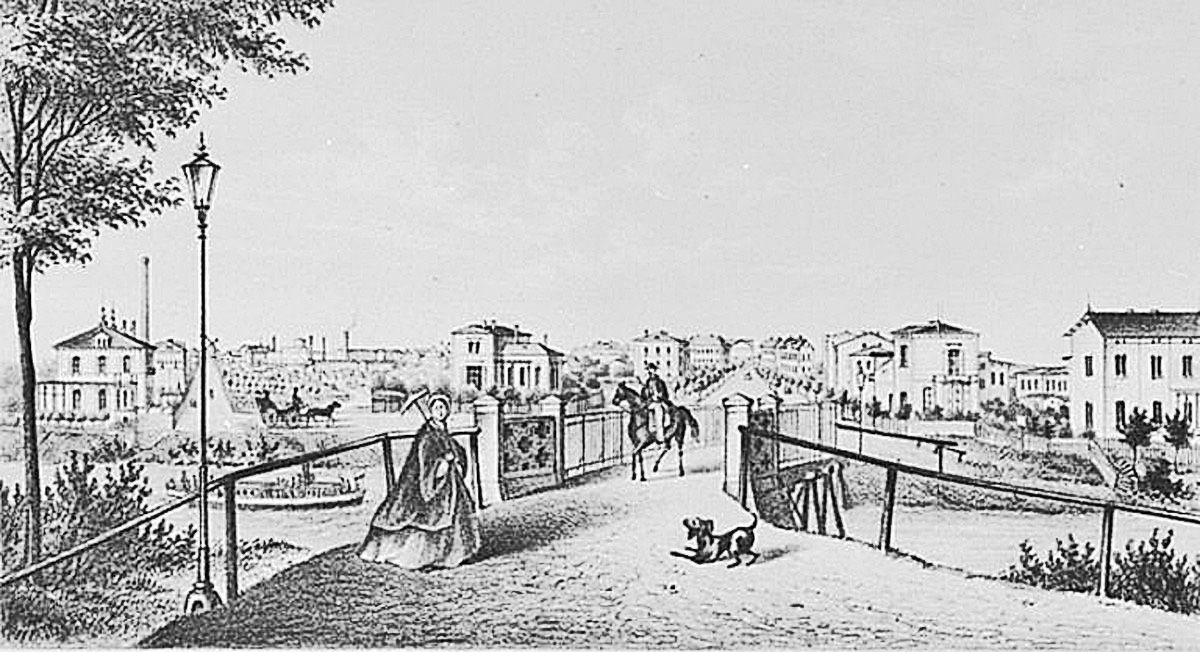
Erste Plagwitzer Brücke (1864)

In den 1850er Jahren begann der Leipziger Unternehmer Karl Heine (1819–1888) mit der Industrialisierung von Plagwitz und ließ deshalb 1858 an der Stelle der heutigen Brücke eine schmale hölzerne Pfahljochbrücke errichten, die nur für Fußgänger, Reiter und schmale Karren zugelassen war.

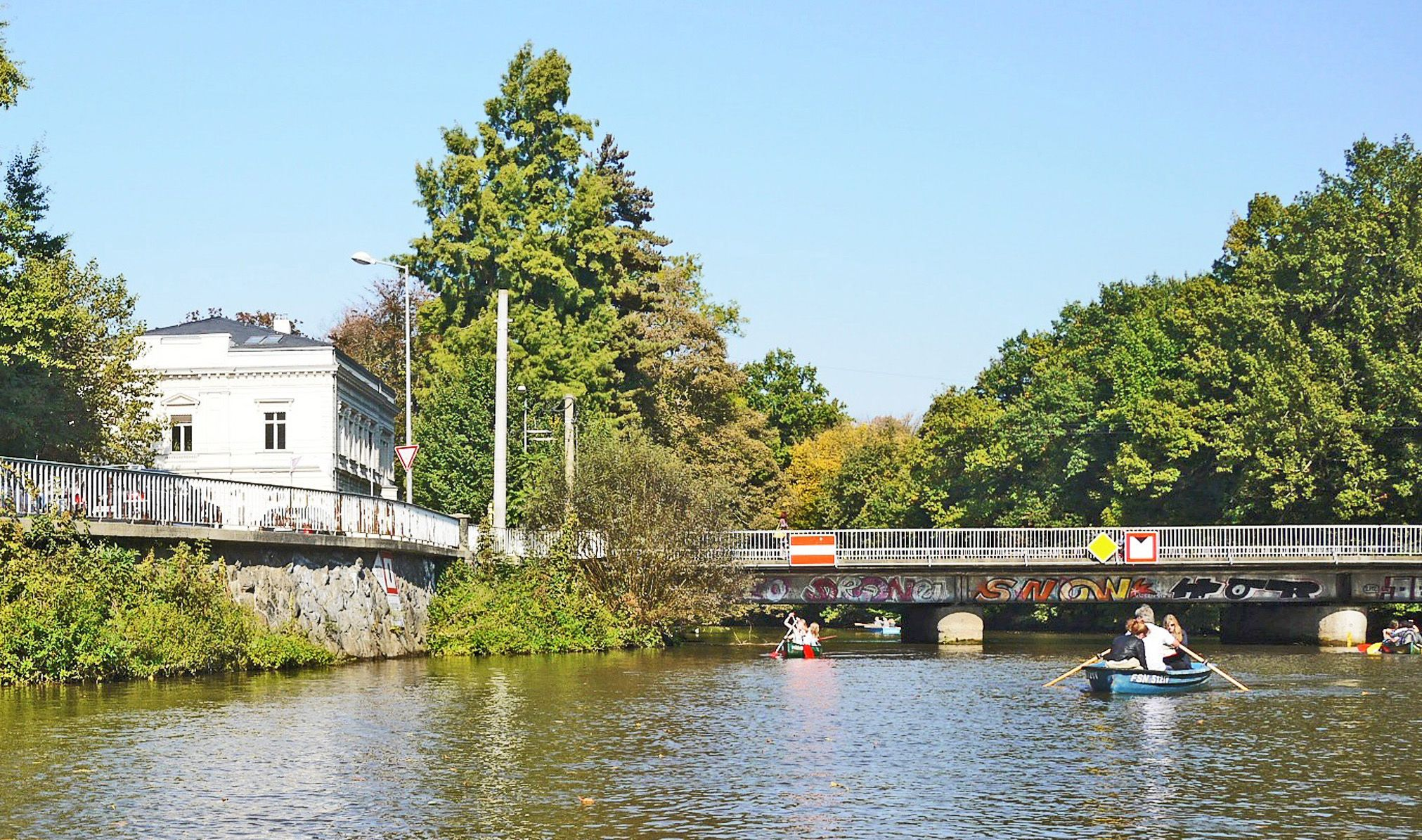
Die 1961 umgebaute Brücke mit der Klinger-Villa (2014)

Der Aufschwung der Industriegemeinden westlich von Leipzig erforderte bald eine effektivere Verbindung zur Innenstadt. 1868/1869 wurde die Holzbrücke, aus deren Holz die erste Könneritzbrücke entstand, durch eine breitere Steinbrücke mit zwei Flusspfeilern ersetzt. Karl Heine beteiligte sich mit 3000 Talern. 1872 fuhr erstmals eine Pferdebahn über diese Brücke und wurde 1896 durch die elektrische Straßenbahn abgelöst.
1961 erfolgte ein Umbau der Brücke. Auf die Widerlager und die beiden Flusspfeiler wurden paarig sechs verbundene Betonplatten gesetzt. Die Brücke war nun 20 Meter breit.
2017 war diese Brücke soweit verschlissen, dass ein Neubau beschlossen wurde. Der Bau der aktuellen, oben beschriebenen Brücke begann am 7. Mai 2018, ihre Freigabe für den Verkehr erfolgte am 4. Juni 2020.